# Rosema hieroglyphica
Rosema hieroglyphica är en fjärilsart som beskrevs av Rothschild 1917. Rosema hieroglyphica ingår i släktet Rosema och familjen tandspinnare. Inga underarter finns listade.